# Hegi
Abreviatura del botánico Gustav Hegi
Hegi es una comuna en el distrito de Winterthur que pertenece al cantón suizo de Zúrich .
Antiguamente era parte de la municipalidad de Oberwinterthur, la cual fue incorporada a Winterthur en 1922.

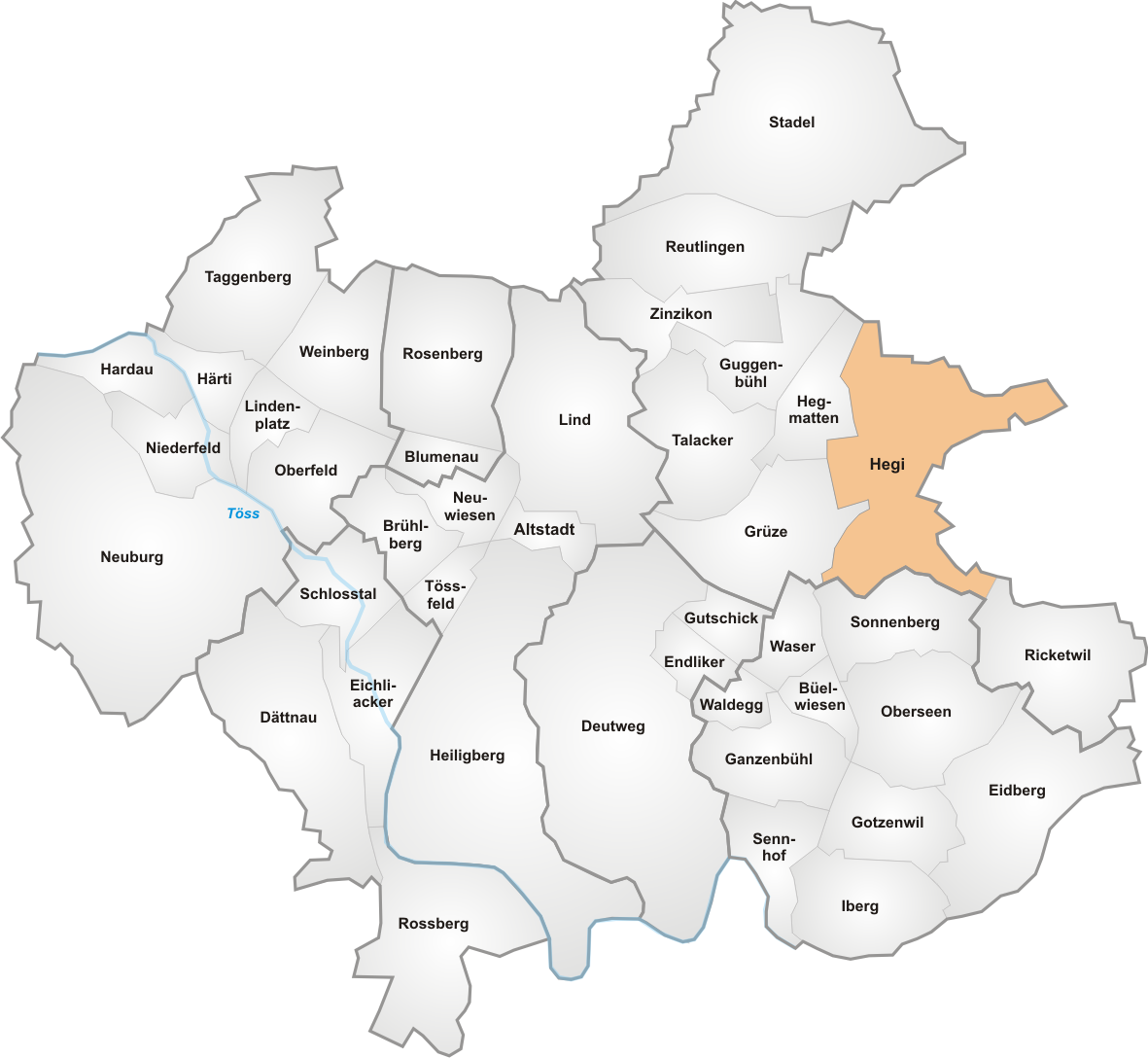
Carta de Winterthur destacando la comuna de Hegi.

En el presente Hegi es una comuna pujante en Winterthur. En 2006 se abrió la estación de ferrocarril Winterthur-Hegi en el tramo Winterthur-Wil (entre Winterthur-Grüze y Räterschen). Con esta nueva estación de ferrocarril se ha abierto a la vez una nueva línea de autobús (Stadtbus Winterthur HB-Bhf). También hay varios nuevos edificios y pronto también un nuevo mercado.

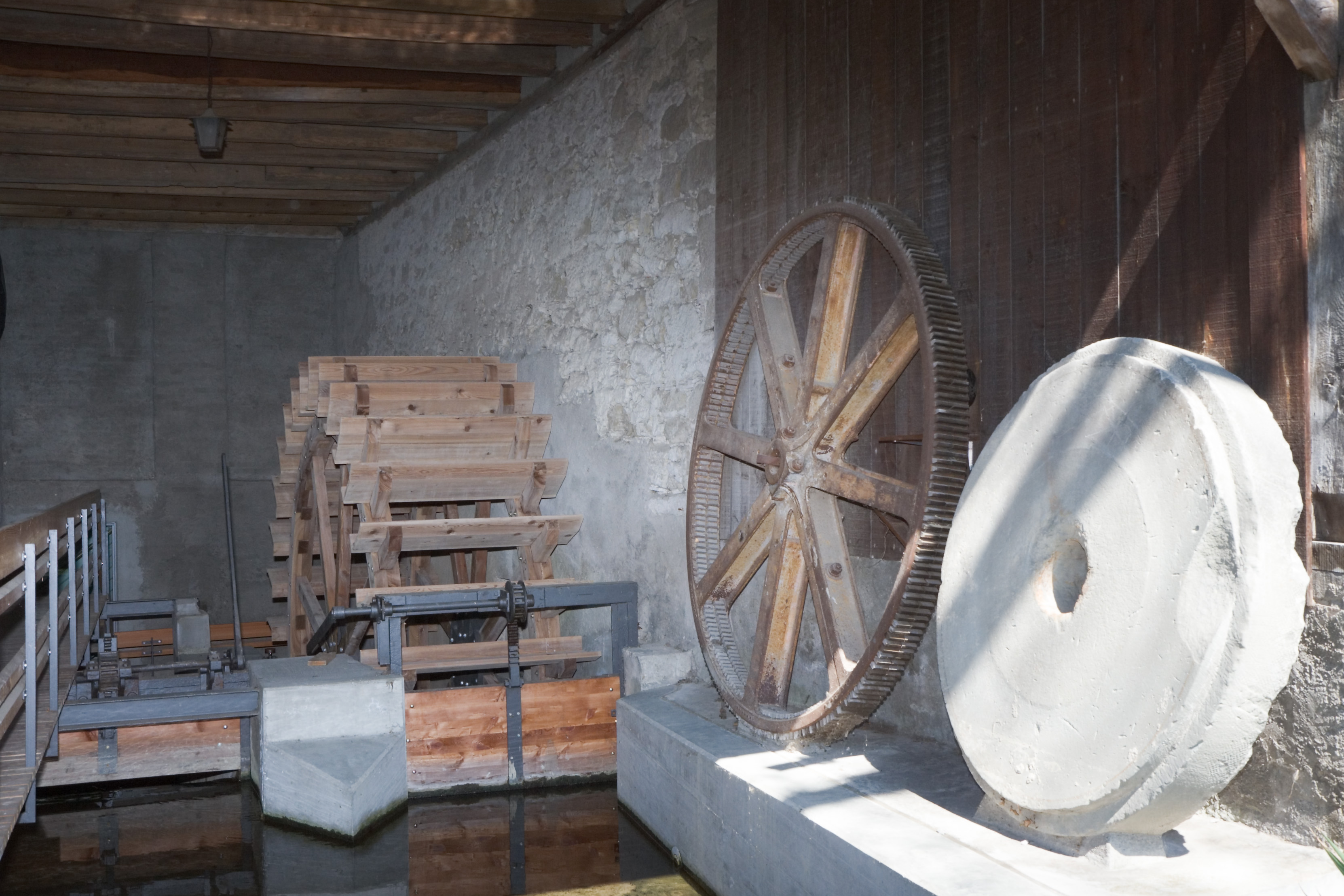
Antiguo molino harinero Hegi.

Históricamente Hegi perteneció, al distrito del antiguo municipio de Oberwinterthur, previamente fue un pueblo independiente que apareció alrededor del castillo Hegi. Unos pocos habitantes del castillo Hegi,en el cantón Zúrich, son mencionados en documentos del año 1225 por primera vez. 
El castillo aún existe, su torre fue construida aproximadamente en el año 1200 y el resto de la construcción data del siglo XV. 
El interior del castillo en la actualidad produce una vívida impresión de la vida en la Edad Media.
Hugo von Hegi fue durante los años 1342/43 Intendente (Schultheissde) de la ciudad de Winterthur.

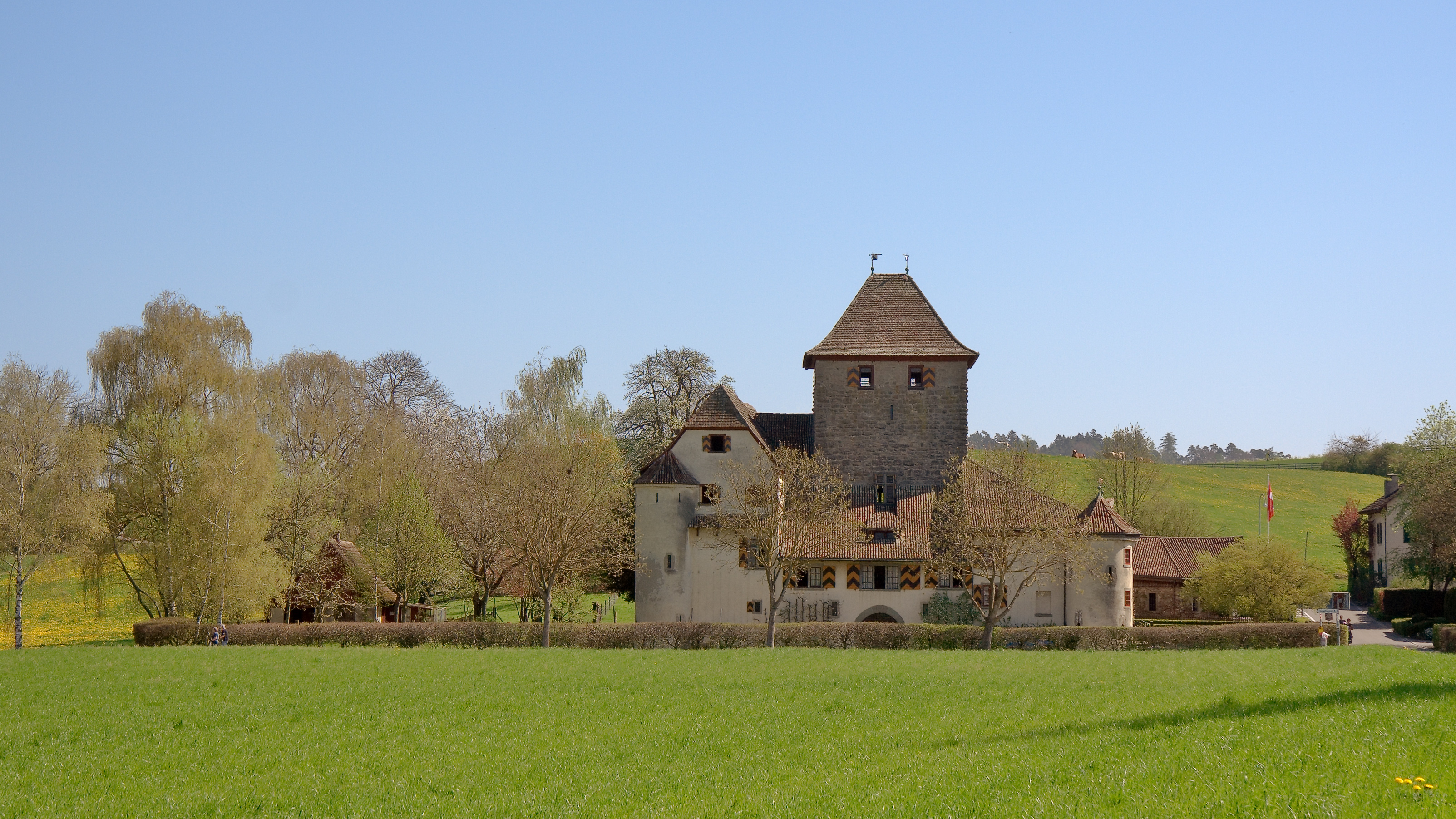
Castillo Hegi.

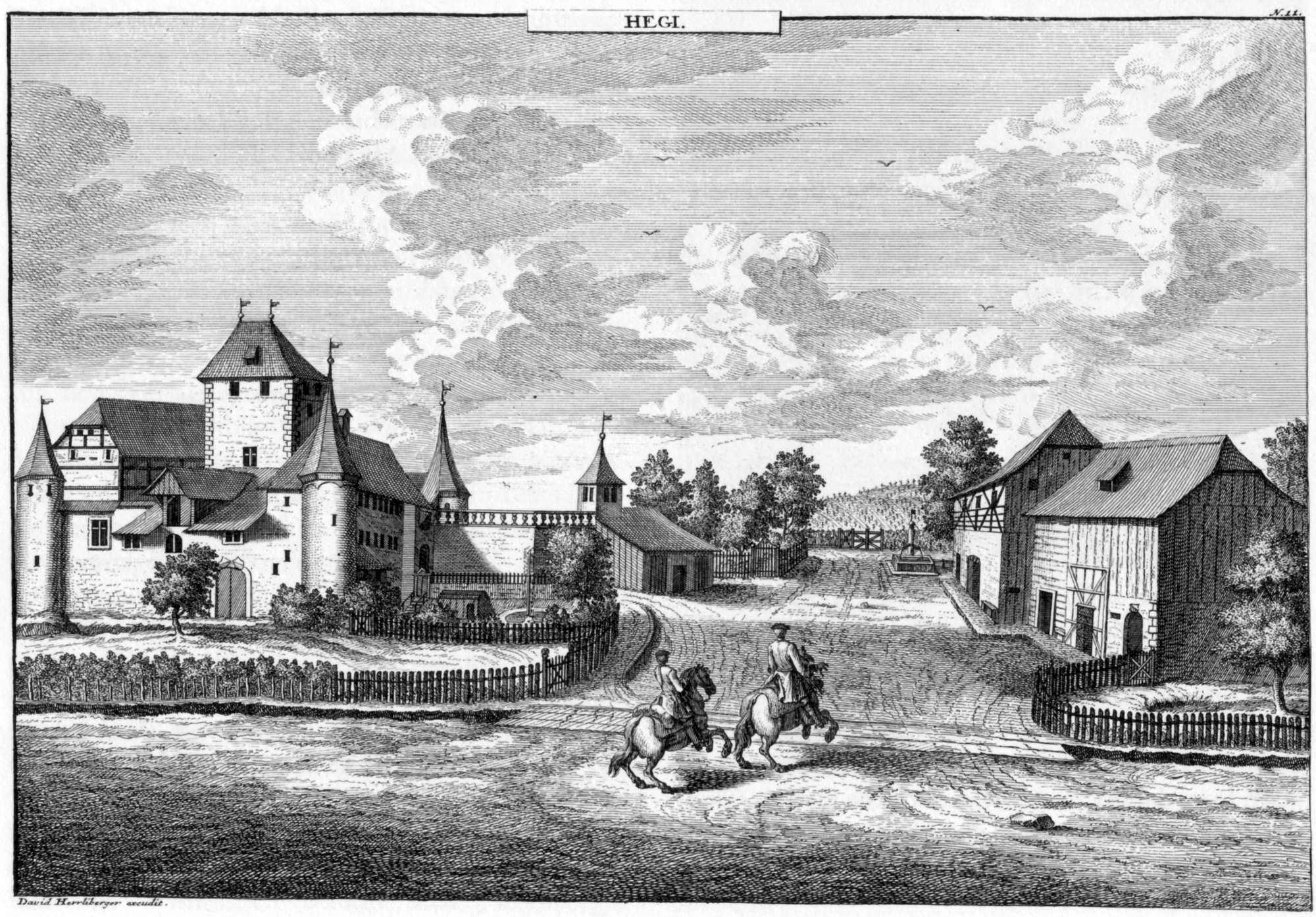
Castillo Hegi en un grabado del año 1740.

- Datos: Q677559
- Multimedia: Hegi / Q677559